# Mordella carnoti
Mordella carnoti es una especie de coleóptero de la familia Mordellidae.

## Distribución geográfica
Habita en Madagascar.